# Живана Војиновић
Живана (Марко) Војиновић (Узвеће, 1955) српска је новинарка, књижевница и хроничар града Шапца и Мачве.

## Биографија
Рођена је 28. октобра 1955. године у Узвећу, у Мачви. Ниже разреде основне школе завршила је у родном селу, а потом се школовала у Шапцу и Београду. Диплому новинара стекла је 1981. године на Факултету политичких наука Универзитета у Београду, на одсеку журналистике. Новинарством почела је да се бави 1983. године у заједничкој редакцији шабачке Радио-новинско-издавачке радне организације „Глас Подриња”, информативној кући која је имала недељник Глас Подриња и Радио Шабац, а потом и ТВ Шабац. Готово две године била је хонорарац, а онда новинар-сарадник, новинар-старији сарадник, новинар, уредник рубрике, уредник области, уредник Другог програма Радио Шапца и в.д. уредник Радио Шапца.
Пратила је културу и образовање и била уредник тих области: свакодневно је за „Дневник” Радио Шапца пратила догађаје и припремала и уређивала емисије „Пионирски радио” и „Култура”, а на ТВ Шабац била је уредник прве дечје емисије „Шапца-лапца“. Уређивала је Други програм Радио Шапца (1995, 1996), који је био веома слушан и омиљен међу младима и који се емитовао ноћу.
После петооктобарских промена постављена је на место в.д. уредника Радио Шапца, али је у лето 2001. године поднела оставку и вратила се у недељник „Глас Подриња”. Новинар и уредник области у том листу била је до фебруара 2008. године, када је напустила Редакцију. Са још осморо колега дала је отказ. Након приватизације листа, заједно су „обновили” „Шабачки гласник”, први шабачки лист који је у излазио од 1. јануара 1883. до 29. марта 1941. године. У том недељнику била је новинар-уредник, а потом в.д. и главни и одговорни уредник (2009).
Била је члан Савеза новинара Југославије, Савеза новинара Србије и Црне Горе и Удружења новинара Србије (1985-2009). Од 2009. године члан је, само, Друштва пријатеља Хиландара, подружнице у Шапцу.

## Рад у новинарству
У новинарском раду огледала се у свим родовима и потписала хиљаде текстова. Новинарством се професионално бавила у листовима „Глас Подриња” и „Шабачки гласник”. Сарађивала је и са: Дечјим новинама (1968), Удруженим радио станицама Србије (1992-1999), интернет издањем Ибарске новости (2005), Књижевним новинама (2007), Шабачком ревијом (1995), Ревијом Колубара (2009-2014), Гласом Подриња (2010, 2014), Подринским новинама (2009- ).
Била је сарадник и часописа: Затајена античка историја (Срб. г. 7517), Читанка Мишарског боја (2012, 2020), Политикин Забавник (2012), Зборник Јеврејског историјског музеја (Београд, 2015), Српске студије (Serbian Studies, USA, 2017) и ОНА магазин (2018).
У листу „Глас Подриња” писала је вести, извештаје, осврте, приказе књига и позоришних представа, репортаже, коментаре, интервјуе, приче о креативној и вредној деци и занимљивим и успешним Шапчанима и Подринцима, потомцима знаменитих Шапчана и Шапцу кога више нема. Подсећала је на значајне датуме из световне и духовне историје и на људе који су је стварали. Својим пером, у Шабац је „вратила” многе знамените Шапчане: била је у посети унуку Стојана Новаковића, разговарала је са ћерком др Нинка Перића, политичара, министра, народног посланика и амбасадора Краљевине Југославије у Букурешту, два пута посетила је Горњи Милановац и вилу „Добро поље” др Арчибалда Рајса, почасног грађанина Мачванског Прњавора. Шапчанима је „вратила” и чувеног Васу Станковића Андолију, првог певача Србије
Поносна је и на неколико новинских серијала, у којима је „оживела“ време, а посебно на онај под наднасловом „Нестаје ли стари Шабац (1-20)”.( Због њега су јој претили партијским састанцима и оптуживали да рехабилитује богаташе, демократе, радикале и либерале. Ауторизовала је и серијале: „Нестао је стари Шабац (1-25)“ (14. децембар 2000. - 25. април 2001), „Нови називи улица (1-6)”, „Јевреји у Шапцу, некад и сад (1-6)”, „Како је Шабац остао без Јевреја (1-6)”, „Споменар Јевреја из Шапца (1-3)”, и „Историјат шабачко-ваљевске епархије (1-3)”.
Поносна је и на текстове објављене у Политикином Забавнику: „Принцеза на зрну славе и заборава“, „Чудновата повест о две Симке”, „Светлости слепог Јеремије”.
Урадила је и на десетине интервјуа са познатима. Неки од оних са којима је разговарала су: академик Љубомир Симовић, академик Драгољуб Драган Недељковић, академик Матија Бећковић, књижевница Светлана Велмар Јанковић; академик Миро Вуксановић, новинар Стеван Станић, новинар Петар Савковић, песник Љубомир Ћорилић, елегичар Крстивоје Илић, књижевник Иван Глишић, диригент и композитор Војкан Борисављевић, редитељ Драгослав Лазић, редитељ Драган Кресоја, књижевник Драган Великић , глумац Михаило Миша Јанкетић, сликар Драган Мартиновић Мартин, сликар и књижевни стваралац Драгош Калајић, сликар Драган Малешевић Тапи, Љуба Поповић, песник Душко Трифуновић, књижевник Вида Огњеновић, писац Марија Јовановић, јерменски лиричар, преводилац и србофил Бабкен Симоњан, писац Давид Албахари, писац Љубица Арсић, драматург Младен Поповић, преводилац проф. др Надежда Винавер, писац Светислав Басара, писац Љиљана Хабјановић Ђуровић, аутор ПА-КО метода за Школу живота др Павле Ковачевић, сликар Драган Вишекруна, сликарка Слободанка Ракић Шефер, сликарка Десанка Деса Станић, сликар и мозаичар Драгиша Марсенић Марсо...
Са Иваном Глишићем и Станом Муњић у Гласу Подриња припремала је дечји лист „Другар” (1987 - 1990), јединствен у Југославији јер су за њега писали, цртали и фотографисали шабачки основци. Он је наследио Глас деце Подриња, који је уређивао познати књижевник и новинар Драгиша Пењин.
У недељнику Подринске новине покренула је, осмислила и годину дана уређивала подлистак „Моја школа” (2010).
У тридесетогодишњем новинарском раду посебно се поноси чињеницом да је, захваљујући њеној упорности у подизању медијске прашине, при изградњи обилазног пута око Шапца сачувано војничко гробље из 1914. године а кости јунака са Цера сакупљене у спомен-костурницу у Мајуру.
Поносна је и на више од 20 репортажа, које су од 2010. до маја 2019. године објављене у листу Подринске новине, настале након путовања по Србији и Мађарској, Румунији, Италији, Албанији, Македонији, Републици Српској.

## Рад изван новинарства
Као лектор или коректор сарађивала је у неколико књига:
- Манастири шабачко-ваљевске епархије (Шабац, 1998),
- Песма и молитва, проте Марка Павловића (Шабац, 2000),
- Споменица Музичке школе у Шапцу, Стане Муњић (Шабац, 1998),
- Пасја недеља (Шабац, 2009) и
- Шабац моје младости, Ивана Глишића (Шабац, 2011).

Потписала је и рецензију књиге Верољуба Илића Путевима вере у Бога и Српства (Друштво пријатеља Хиландара, Шабац, 2022).
У жељи да „уплете цветак у венац образовања и хришћанске вере“ малих Узвећана, основала је награду за веронауку и уз крај школске 2021/2022, најбољем ученику четвртог разреда доделила књигу Школа у Узвећу и писменост Узвећана. Признање ће у цркви у Узвећу бити традиционално уручивано.

## Остале активности
За документарно-играни филм „Шабачки Јевреји“ Живана Војиновић урадила је сценарио, и била један од наратора. У режији и продукцији Стевана Стеве Маринковића филм је на Михољдан 2011. године премијерно приказан у Шапцу, а потом у Београду, Кладову, Новом Саду, Панчеву и Владимирцима (2014). Емитован је и на две регионалне телевизије, ТВ Шапцу и ТВ Асу (2011). Део из филма „Шабачки Јевреји“ (неки документи и фотографије, као и изјава Чедомира Максимовића из Штитара који је на Михољдан 1941. у Засавици закопавао стрељане европске и шабачке Јевреје) укључен је у изложбу „Последње одредиште Аушвиц“, коју је Историјски музеј Србије приредио под покровитељством Министарства културе и информисања, како би постала стална поставка у бившем павиљону СФРЈ у Аушвицу (2015).
Учествовала је на Међународној научној конференцији „Улога сарадника окупатора у нацистичком Холокаусту за време Другог светског рата“ (Role of the Collaborators in Serbia during WW II), која је у Народној библиотеци Србије одржана 15. новембра 2012. године. Говорила је на тему „Јеврејски логор у Шапцу“.
Учествовала је и у радионицама, које су у шабачком Народном музеју организоване у сусрет реконструкцији шабачке синагоге и оснивања Јеврејског музеја у Шапцу (2016).
Била је и део програма обележавања манифестације Европски дани јеврејске културе у Србији, као аутор Водича кроз јеврејски Шабац Заточеници сећања: јеврејске сенке над Шапцем. За домаћине и амбасадорку Израела Алону Фишер Кам тада је уприличила шетњу кроз град и представила куће и животе Јевреја који су у њима живели. Сутрадан је била водич, свима који су били заинтересовани за причу о народу који од 1992. године не живи у Шапцу.,

## Други о раду Живане Војиновић
- У књизи Библиотекарство у Шапцу и Подрињу 1847-1997 (Шабац 1997), аутора Добрила Аранитовића, пописани су новински наслови које је Живана Војиновић објавила о Библиотеци и књигама (стр. 253, 259, 263, 269, 275, 281, 281, 296, 301, 302, 305, 306, 307, 312, 317, 323, 328, 329, 330, 331).
- На књиге и текстове Живане Војиновић из културне и књижевне историје, позивали су се: Новица Прстојевић: Шабац господара Јеврема (Шабац, 1998), прота Марко Павловић: Веронаука и вероучитељи у Шапцу (Шабац, б. г), и Песма и молитва, (Шабац, 2000), Бранко Шашић: Андолија (Шабац, 2008); Здравко Ранковић: Биографски лексикон ваљевског краја, књ. 9, св. 16, (приређивач, Ваљево 2012/2013), Татјана Марковић: Марсо - Каталози за изложбе академског сликара Драгише Марсенића Марсе ( Дом културе „Вера Благојевић”, Шабац, 1994; Народни музеј Шабац, 2010), Радомир Ј. Поповића и Бранислав В. Станковић: Слика једног краја - Мачва на фотографијама од краја 19. века до 1945. године (Богатић, 2020), Радомир Ј. Поповић и Бранислав Станковић: Слика једног краја - Мачва на фотографијама од краја 19. века до 1945. године (Богатић, 2020); Драгослав Мићић: Школа коју волимо, Основна школа „Ната Јеличић”, 2020, Од Великог парка до Танјуга, а. и, 2022.
- Тамара Вијоглавин Манчић користила је књигу Аврамова деца у припреми каталога и изложбе Трагом брчанских Јевреја (Брчко, 2020). Цитирана је и у научном раду Соње Петровић Тодосијевић Однос Градског поглаварства у Шапцу према имовини шабачких Јевреја и Јевреји из Кладовског транспорта 1941 — 1944. (Институт за новију историју Србије, 12. јун 2017). Поглавље књиге Аврамова деца објавио је Јеврејски историјски музеј у Београду у свом Зборнику бр. 1, под насловом Најпознатији шабачки Јевреји (2015).
- Кратка биографија Живане Војиновић објављена је у књигама Новинари и публицисти Подриња Витомира Бујишића и Стевана Матића (Шабац-Београд, 2010) и Виђенији Мачвани Миомира Филиповића Фиће (Сремска Митровица, 2013) и Прећутани писци Шапца Николе Девуре (Удружење љубитеља девете уметности „Биберче”, 2022.

## Награде и признања
за новинарски рад
- Децембарска награда РНИРО „Глас Подриња“ (1987), за изванредене успехе и постигнуте резултате у развоју радне организације,
- Новинарска награда ЈИП „Глас Подриња“ (1992), као уредник у листу Глас Подриња ј„ер већ годинама истрајно трага за културним вредностима ове средине и зналачки их презентира читаоцима, залажући се за очување свега што је вредно”,
- Новинарска награда ЈИП „Глас Подриња“ (1994), за креативност и професионалност,
- Децембарска награда ЈИП „Глас Подриња“ (1995), као уредник Другог програма Радио Шапца,
- Грамата СПЦ - Епархија шабачко-ваљевска (2004), за несебичну помоћ и жртву, сталну бригу и показану љубав и оданост према својој православној вери и цркви,
- Посебна захвалница Друштва пријатеља Хиландара (2011), за допринос и унапређење рада те асоцијације,
- Захвалница Културног центра Шабац (2013), као знак признања за подршку у раду.

остала признања
- награда „Жени Лебл“, на 56. међународном наградном конкурсу за радове са јеврејском тематиком Савеза јеврејских општина Србије, за рукопис „Аврамова деца” (2012),[75]
- „Откупна награда“ Савеза јеврејских општина Србије, за рад „Константинова прича“, на 58. конкурсу СЈОС (2014),
- „Златна значка“ Културно-просветне заједнице Србије, за „несебичан, предан и дуготрајан рад и стваралачки допринос у ширењу културе“ (2018).